# Monumento conmemorativo aborigen
El Monumento conmemorativo aborigen (en inglés Aboriginal Memorial) es una obra de arte indígena australiano contemporáneo de finales de la década de 1980 y consta de 200 ataúdes de troncos huecos decorados (también conocidos como postes conmemorativos, dupun, ḻarrakitj y otros términos). Fue concebido por Djon (John) Mundine en 1988 y realizado por 43 artistas de Ramingining y comunidades vecinas de Central Tierra de Arnhem, en el Territorio del Norte . Los artistas que participaron en su creación incluyeron a David Malangi y George Milpurrurru .
La obra fue creada para coincidir con el Bicentenario de Australia y conmemora a los indígenas australianos que murieron como resultado del asentamiento europeo. Fue adquirido por la Galería Nacional de Australia, donde se encuentra en exhibición permanente. Su primera exhibición fue en la Bienal de Sídney en 1988, y fue la pieza central de una exhibición de arte indígena en el Museo Hermitage de Rusia en 2000.

## Creación
En 1988, Australia marcó 200 años desde su primer asentamiento blanco oficial, establecido por el capitán Arthur Phillip en el puerto de Sídney en 1788. Mientras que algunos indígenas australianos protestaron por el evento y se refirieron a la ocasión como el Día de la Invasión en lugar del Día de Australia, un grupo de artistas indígenas de Ramingining en el Territorio del Norte decidió crear una obra de arte para conmemorar el aniversario. El proyecto fue iniciado por Djon Mundine, un curador y asesor de arte indígena, que trabajaba en Ramingining antes del Bicentenario. Un pequeño grupo de artistas, incluidos David Malangi, Paddy Dhathangu, George Milpurrurru y Jimmy Wululu, decidieron la forma del proyecto, pero finalmente 43 artistas de la región contribuyeron con piezas.
La obra toma la forma de 200 ataúdes de troncos huecos, conocidos como dupun : el número fue elegido para marcar los años del asentamiento europeo. Estos ataúdes son una forma de arte funerario y se utilizan en toda la región de Arnhem Land para las ceremonias de entierro. Sin embargo, los artículos que se exhiben en el Monumento aborigen fueron creados con el propósito de la obra de arte y en ningún momento han contenido restos humanos ni se han utilizado en ceremonias de entierro. La obra estaba destinada a "conmemorar a los miles de aborígenes que habían perecido en el transcurso del asentamiento europeo, y para quienes no ha sido posible realizar ritos mortuorios apropiados". La intención detrás del trabajo llamó la atención en 2005 cuando el periódico The Age de Melbourne publicó un editorial preguntando si sería apropiado conmemorar la resistencia aborigen al asentamiento blanco en el Memorial de Guerra Australiano, y trasladar el Monumento aborigen a ese lugar como parte de esa conmemoración.
Los ataúdes de troncos están hechos de árboles que las termitas han ahuecado de forma natural. Se cortan, limpian y luego pintan con pigmentos naturales durante un campamento ceremonial. Las decoraciones del Monumento aborigen reflejan diseños de clanes tradicionales y sueños significativos de los que los artistas eran responsables.

## Exposición y recepción crítica

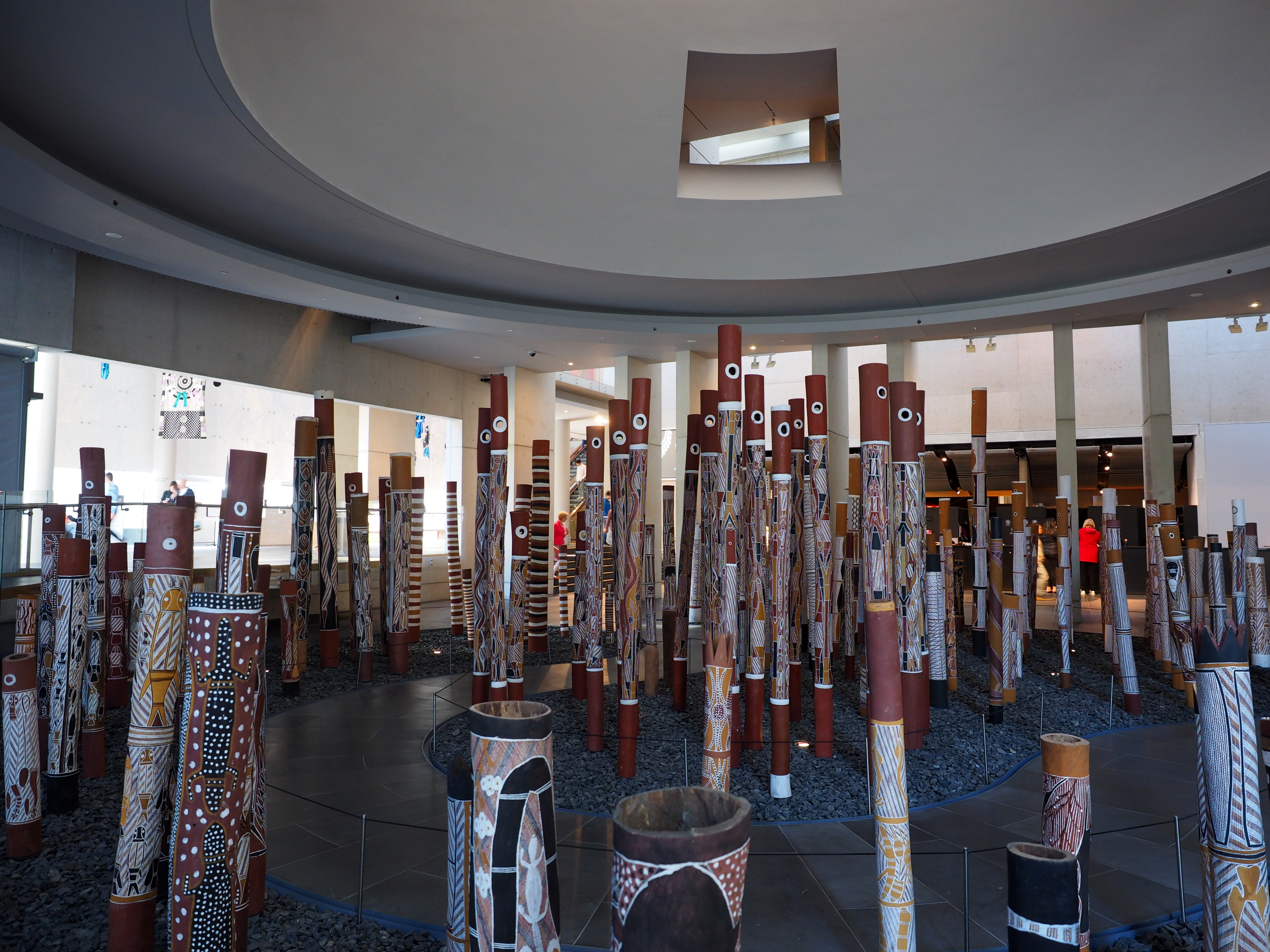
Monumento a los aborígenes en 2018

Los creadores del Monumento aborigen siempre tuvieron la intención de que se exhibiera públicamente, y en 1987 la obra se ofreció a la Galería Nacional de Australia, que ayudó a financiar su finalización. Después de exhibirse por primera vez en la bienal de Sídney en 1988, se trasladó a la Galería Nacional, su sede actual. En 2000, el Monumento aborigen formó la pieza central de una importante exposición de arte indígena australiano celebrada en el prestigioso Nicholas Hall del Museo del Hermitage en Rusia. La exposición recibió una recepción positiva por parte de los críticos rusos, uno de los cuales escribió:
« Esta es una exposición de arte contemporáneo, no en el sentido de que se haya hecho recientemente, sino en que se encuadra en la mentalidad, tecnología y filosofía del arte radical de los tiempos más recientes. Nadie, aparte de los aborígenes de Australia, ha logrado exhibir tal arte en el Hermitage ».
Descrito como un ícono de la colección de la Galería Nacional, y "una de las obras de arte más destacadas que se han creado en Australia", el monumento se presenta con un camino central entre los ataúdes de troncos que representan el pasaje del río Glyde a través del centro de la Tierra de Arnhem . A fines de la década de 2000, la obra se incluyó en la lista de las 20 obras de arte más valiosas de la colección de la Galería y fue la única obra de arte australiana en formar parte de esa lista. En ese momento, de las 20 obras de arte australianas más valiosas de la colección, también era la única de artistas indígenas. Andrew Sayers, exjefe de la Galería Nacional de Retratos de Australia y del Museo Nacional de Australia, describió la obra como "una de las obras de arte más profundas que han surgido en los últimos 20 años".
A fines de la década de 2000, el trabajo se retiró temporalmente de la exhibición para someterse a un importante trabajo de conservación. Completada en octubre de 2009, la restauración fue seguida por la reubicación de la obra en 2010 en el área de entrada del nuevo edificio de la galería, donde se pretendía que fuera la primera obra vista por los visitantes de la galería. El Monumento aborigen se trasladó al nivel 1 de la NGA en junio de 2022. La galería afirmó que este movimiento colocó la obra en el "corazón de la Galería Nacional, ayudando a que la obra más importante de la colección nacional sea central para la experiencia artística de todos los visitantes".